# Recensement de la Grèce de 1961
Le recensement de la population de 1961 (en grec moderne : Ελληνική απογραφή του 1961), est le vingt-cinquième recensement officiel de la Grèce, réalisé le 19 mars 1961. La population totale s’élève à 8 388 553 habitants, soit une augmentation de 755 752 personnes par rapport au précédent qui remonte à 1951. Ce recensement comprend des questions sur le sexe, l'âge et la situation professionnelle. Certaines innovations ont été introduites dans ce recensement, comme le recensement pilote qui l'a précédé, l'échantillonnage des données collectées après sa réalisation (échantillon de 2 %) et l'enquête par sondage réalisée deux jours plus tard pour vérifier les erreurs. La population urbaine représente 43,3 % de la population totale, tandis que les populations semi-urbaine et rurale représentent respectivement 12,9 % et 43,8 %. La densité de population est de 63,6 habitants par kilomètre carré.

## Population par zone géographique
En Grèce-Centrale, la région de la capitale comprend la zone urbaine d'Athènes, c'est-à-dire toutes les municipalités d'Athènes-Le Pirée, et est délimitée par le golfe Saronique et les montagnes de Parnès, Hymette et Pentélique qui définissent le bassin de l'Attique. 
| Ordre | Région                  | Population | Rapport | Densité         |
| ----- | ----------------------- | ---------- | ------- | --------------- |
| 1     | Attique                 | 1 852 709  | 22,09%  | 4278,77 hab/km² |
| 2     | Grèce-Centrale et Eubée | 970 949    | 11,58%  | 39,67 hab/km²   |
| 3     | Péloponnèse             | 1 096 360  | 13,07%  | 51,14 hab/km²   |
| 4     | Îles Ioniennes          | 212 573    | 2,53%   | 92,14 hab/km²   |
| 5     | Épire                   | 352 624    | 4,20%   | 38,31 hab/km²   |
| 6     | Thessalie               | 695 385    | 8,29%   | 49,42 hab/km²   |
| 7     | Macédoine               | 1 890 654  | 22,54%  | 55,55 hab/km²   |
| 8     | Thrace                  | 356 555    | 4,25%   | 41,57 hab/km²   |
| 9     | Îles Égéennes           | 477 476    | 5,69%   | 46 hab/km²      |
| 10    | Crète                   | 483 258    | 5,76%   | 58,01 hab/km²   |